# Sly Dunbar
Lowell "Sly" Fillmore Dunbar (Kingston, 10 de maio de 1952) é um baterista jamaicano de reggae.

## Biografia
Trabalhando sempre com Robbie Shakespeare, formando a dupla Sly and Robbie, é considerado no cenário do reggae como um dos melhores bateristas.
Em 2001, Dunbar foi reconvidado pela banda The Mighty Diamonds a gravar a canção "Right Time".
Dunbar e Shakespeare formaram em 1980 a gravadora "Taxi Records", onde trabalhou com artistas do peso de Black Uhuru, Chaka Demus and Pliers, Ini Kamoze, Beenie Man e Red Dragon, também tocou com The Aggrovators, The Upsetters para Lee Perry, The Revolutionaries para Joseph Hoo Kim, e para Barry O'Hare na década de 1990.
É membro da Word, Sound & Power, banda que relançou sucesso de Peter Tosh no álbum Mystic Man.
Também tocou com Bob Dylan no álbum Infidels e Empire Burlesque, além de ter gravado com Grace Jones, e trabalhado com Herbie Hancock e The Rolling Stones.
Lançou um álbum de produção própria, o "Sly and Wicked", no estilo dub.